# Альварес, Ана
Ана Тереса Альварес Паэс (исп. Ana Teresa Álvarez Páez; род. 19 ноября 1969, Херес-де-ла-Фронтера, Испания) — испанская актриса и модель.

## Биография
Ана Альварес родилась в городе Херес-де-ла-Фронтера (недалеко от Кадиса) на юге Испании. В 13 лет она вместе с семьёй переехала в Мадрид. После окончания старшей школы Ана начала карьеру модели, успев поработать в Париже и Токио, но уже в 19 лет снялась в своём первом фильме — «Харрапельехос» режиссёра Антонио Хименеса Рико — и переключилась на работу в кино.
В 1993 году Альварес исполнила главную роль в триллере «Мёртвая мать», который получил признание и премии международных кинофорумов в разных странах Европы и Америки. Игра Альварес была отмечена наградами фестивалей в Стокгольме, Картахене-де-Индиас и французском Коньяке.
В 1990-х годах Ана снималась и в фестивальном кино (фильм «Король реки» был представлен в программе Берлинского кинофестиваля), и в коммерчески успешных проектах: романтическая комедия «Ча-ча-ча», где Альварес сыграла одну из главных ролей, стала одним из лидеров испанского проката в 1998 году.

## Фильмография
| Кино  | Кино                                    | Кино               | Кино       |
| Год   | Фильм                                   | Персонаж           | Примечания |
| ----- | --------------------------------------- | ------------------ | ---------- |
| 1988  | Харрапельехос                           | Петра              |            |
| 1989  | Испанский солдат                        | Камарера           |            |
| 1990  | Сокровище                               | Марга              |            |
| 1991  | Дон Жуан в аду                          | Индиа              |            |
| 1992  | Я выхожу на следующей остановке, а вы?  | Индия Кёртис       |            |
| 1993  | Мёртвая мать                            | Лейре              |            |
| 1993  | Ласковое лето страсти и открытых террас | Оскура             |            |
| 1994  | Худшие годы нашей жизни                 | Актриса            |            |
| 1994  | Танец духов                             | Ирма               |            |
| 1995  | Скажите Лауре, что я ее хочу            | Лаура              |            |
| 1995  | Ох, Боже мой                            | Cuqui              |            |
| 1995  | Король реки                             | Ана                |            |
| 1996  | Ведьмы                                  | Соль               |            |
| 1998  | Ча-ча-ча                                | Лусия              |            |
| 1999  | Сладкий запах смерти                    | Габриэла           |            |
| 2002  | Куба                                    | Долорес Веласко    |            |
| 2005  | Прорва                                  | Лаура              |            |
| 2006  | GAL                                     | Соледад Муньос     |            |
| 2007  | Куарт                                   | Макарена Брунер    | ТВ-сериал  |
| 2010  | Suspicious Minds                        | Каролина           |            |
| 2018  | Цена лжи                                | Ана Льянос         | ТВ-сериал  |
| 2023– | Монтекристо                             | Каэтана де Алмейда | ТВ-сериал  |

## Награды
Полный список наград и номинаций на сайте IMDb.
| Награды и номинации | Награды и номинации                   | Награды и номинации | Награды и номинации | Награды и номинации |
| Год                 | Награда                               | Категория           | Фильм               | Результат           |
| ------------------- | ------------------------------------- | ------------------- | ------------------- | ------------------- |
| 1993                | Кинофестиваль в Стокгольме            | Лучшая актриса      | Мёртвая мать        | Победа              |
| 2010                | Малагский кинофестиваль («Зона кино») | Лучшая актриса      | Suspicious Minds    | Победа              |

## Вне съёмок
Ана Альварес основала и курирует школу творчества Mr Willbe, которая работает с 2014 года и знакомит детей с разными видами искусства.